# Palazzo dell'Arengo (Ascoli Piceno)
Pour l’article homonyme, voir Palazzo dell'Arengo.

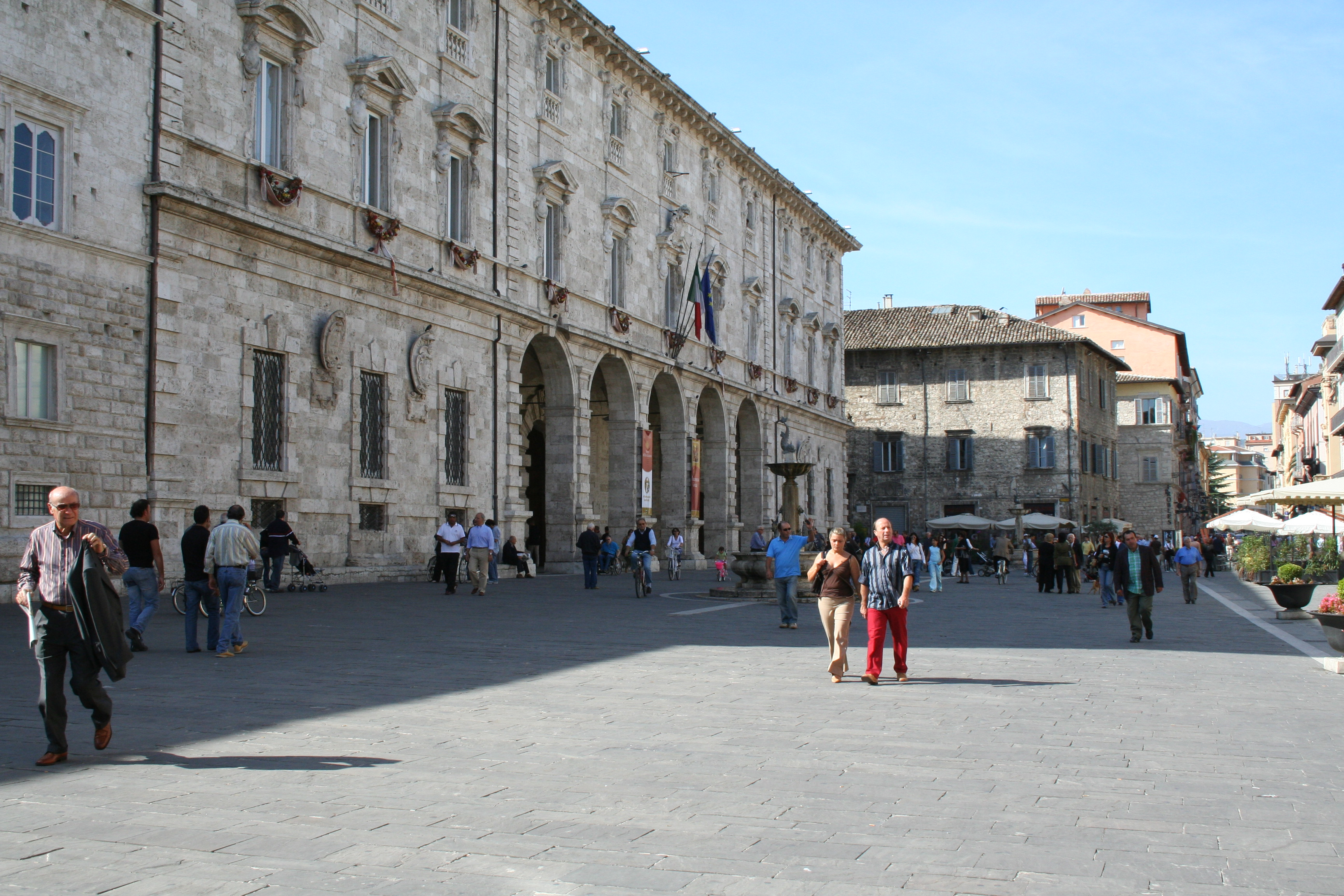
Palazzo dell'Arengo.

Le Palazzo dell'Arengo est un palais monumental situé sur la Piazza Arringo, également appelée Piazza dell'Arengo (Place de l'Assemblée du Peuple), dans le centre-ville d'Ascoli Piceno, Marches. 

## Histoire
La structure est formée par la fusion de deux bâtiments distincts, le Palazzo del Comune avec son portique voûté au rez-de-chaussée construit entre le XIIe et XIVe siècles et l' Arringo construit à la fin du XIIe au XVe siècle, les deux palais ont été acquis par la Chambre apostolique, qui l'a converti en siège du gouverneur papal de la ville, fonction qu'il a exercée jusqu'en 1564. En 1610, Giovan Battista Cavagna, architecte du Sanctuaire de Loreto, réaménagea les bâtiments avec une façade commune. Les travaux commencèrent en 1695 sous une nouvelle conception de Giuseppe Giosafatti, et furent achevés en 1745.
La façade du palais a été érigée avec des blocs de travertin, avec un portique à cinq arcades  soutenu au centre par des pilastres rustiqués. Les étages supérieurs ont des cadres de fenêtre idiosyncratiques. Le premier étage présente une alternance de frontons de fenêtres arrondis et triangulaires soutenus par des cariatides, tandis que l'étage supérieur présente des atlas  soutenant des volutes capitales ioniques. Le portail inférieur donne accès à la salle principale du XIIIe siècle : il s'agit d'une salle à trois nefs avec huit travées couvertes de voûtes croisées, soutenues par des colonnes cylindriques. Il était connu sous le nom de fondachi et était utilisé par les citoyens d'Ascoli comme salle judiciaire, marché et hall de stockage.
La section de l'ancien Palazzo Arringo contient la Pinacoteca Civica (Galerie d'art municipale). Cette partie de l'édifice a été remaniée aux XVIIe et XVIIIe siècles. La galerie a été instituée en 1861 après que la suppression des ordres religieux a conduit au « rassemblement » des œuvres d'art Le palais de la commune abrite  la mairie.